# Mieke Jaapiesová
Marie „Mieke“ Jaapiesová-Visserová (* 7. srpna 1943 Wormerveer) je bývalá nizozemská reprezentantka v rychlostní kanoistice. Závodila na kajaku, v době aktivní kariéry měřila 167 cm a vážila 70 kg.
Na Letních olympijských hrách 1968 v Ciudad de México obsadila na deblkajaku spolu s Tjeertje Bergers-Duifovou šesté místo a na singlkajaku osmé místo. Získala stříbrnou medaili v závodě K1 na 500 metrů na mistrovství světa v rychlostní kanoistice v Kodani v roce 1970, kde ji porazila pouze Ljudmila Pinajevová ze Sovětského svazu. Na následujícím světovém šampionátu v Bělěhradě v roce 1971 druhé místo za Pinajevovou obhájila. Stříbro získala i na Letních olympijských hrách 1972 v Mnichově, kde skončila za další sovětskou reprezentantkou Julijí Rjabčinskou. Na mnichovské olympiádě obsadila také sedmé místo v závodě dvojic spolu s Marií van der Holst-Blijlevensovou.
Po LOH 1972 ukončila kariéru a provdala se. Svoji olympijskou loď věnovala muzeu Olympic Experience Amsterdam, po jeho uzavření ji v internetové aukci odkoupila zpět a uložila ve svém klubu De Geuzen v Zaandamu. 